# Jacques-Félix De Coninck
Jacques-Félix De Coninck (Antwerpen, 18 mei 1791 – Schaarbeek, 26 april 1866) was een Belgisch pianist en componist.
Hij is zoon van Jacques Joseph De Coninck en Isabelle Marie Van Hooff.
In zijn jeugd kreeg hij muzieklessen in Antwerpen door de organisten en beiaardiers Franciscus Josephus De Trazegnies en Joannes Hoefnagels. Hij werd leerling van het conservatorium in Parijs bij Adolphe Adam (piano) en François-Louis Perne (compositie). Vervolgens kreeg hij nog opleiding van François-Joseph Gossec. Hij keerde toen terug naar Antwerpen. In 1826 vertrok hij naar de Verenigde Staten om er Maria Malibran te begeleiden. Hij keerde terug naar Parijs en in 1855 naar Antwerpen en was een van de oprichters van "La société de l’harmonie"; hij werd er zelf een van de dirigenten. Van zijn hand verscheen een aantal composities voor piano (b.v. Le rat de ville et le rat des champs, avec accompagnement de piano), waaronder concerten, sonates en variaties.